# Atelopus arthuri
Atelopus arthuri là một loài cóc trong họ Bufonidae. Chúng là loài đặc hữu của Ecuador.
Các môi trường sống tự nhiên của chúng là các khu rừng vùng núi ẩm nhiệt đới hoặc cận nhiệt đới, đồng cỏ ở cao nhiệt đới hoặc cận nhiệt đới, và sông. Loài này đang bị đe dọa do mất nơi sống. Người ta đã không thấy nó kể từ hơn 20 năm nay và nó được coi có thể đã tuyệt chủng.

## Phân bố
Loài này chỉ được biết đến ở 3 địa phương có độ cao từ 2.200-3.000m ở dãy Andes của Ecuador. Địa phương này cách Pallatanga 15 km về phía bắc, thuộc tỉnh Chimborazo. Địa phương thứ hai và thứ ba lần lượt là tại Cashca Totoras và Las Guardias, thuộc tỉnh Bolivar.

## Môi trường sống
Nó sinh sống ở rừng trên núi ẩm ướt và vùng cận páramo. Môi trường sống tự nhiên của chúng là các khu rừng vùng núi ẩm nhiệt đới hoặc cận nhiệt đới, đồng cỏ ở cao nhiệt đới hoặc cận nhiệt đới, và sông., với việc sinh sản diễn ra trong các dòng suối.

## Dân số
Đây là một loài cực kỳ quý hiếm và nó đã không được ghi nhận kể từ năm 1988, bất chấp các cuộc tìm kiếm, đặc biệt là tại Cashca Totoras. Điều này cho thấy một sự sụt giảm nghiêm trọng đã diễn ra.